# Dizainier
Pour chapelet, voir Dizaine (religion).
Un dizainier (ou dizenier, ou dixainier) est le chef d'un quartier, ou d'une structure administrative au Moyen Âge, à la Renaissance et à l'époque moderne, ce quartier se nommant une dizaine. On en trouve une trace dès le capitulaire de Charlemagne de 781 (voir aussi dizain (Valais)).

## Référence
Paul Delsalle, Vocabulaire historique de la France Moderne.